# Враца (железопътна гара)
Железопътна гара Враца е железопътна гара по линията Мездра – Видин.

## История
Сградата на гарата е построена през 1913 г. Настоящата сграда се използва от 1980 г., когато гарата е разширена с железопътни линии.